# Андреа Цукерман
Андреа Цукерман (англ. Andrea Zukerman) — персонаж телесериалов «Беверли-Хиллз, 90210». Придумана сценаристом Дарреном Старом. Роль Андреа исполнила американская актриса Габриель Картерис.

## Персонаж

### Беверли-Хиллз, 90210
Андреа — главный редактор школьной газеты «Блэйз». Она всегда готова защищать свои журналистские убеждения, ищет правду любой ценой, иногда даже задевая чувства друзей, из-за чего у неё практически не было друзей, и даже Бренда и Келли сначала недолюбливали её.
Была влюблена в Брендона, но, поняв, что тот испытывает к ней лишь дружеские чувства, решила найти себе достойного юношу. Андреа дольше всех была без парня. Она встречалась с республиканцем Джеем, афроамериканцем Джорданом и помощником профессора Деном, с которым потеряла девственность в первый год обучения в колледже.
Но по-настоящему она влюбилась в будущего адвоката из Беркли — Джесси Васкеса, подрабатывающего барменом. Вскоре Андреа родила от него дочь Ханну и уехала из Беверли-Хиллз, чтобы осуществить свою давнюю мечту — учёбу в Йеле, где Джесси будет вести адвокатскую практику. Перед самым своим отъездом, Андреа произносит тёплые слова в адрес каждого из своих друзей и советует Келли выбрать Брендона.
Вернувшись в Калифорнию на встречу выпускников несколько лет спустя, ребята узнали, что счастливая жизнь в браке с Джессом закончилась — к тому моменту Андреа подала на развод. Андреа также приезжает на свадьбу Донны и Дэвида и празднует вместе со всеми на девичнике Донны, куда также приехали Вэлери Мэлоун и директор «Школы Западного Беверли-Хиллз», миссис Ивон Тизли.

### 90210: Новое поколение
Сама персонаж в новом сериале не появляется, однако в пилотном эпизоде зрителям показывают подросшую дочь Андреа, ведущую школьных новостей Ханну Цукерман-Васкес (её сыграла актриса Хэлли Хирш). Более этот персонаж в сериале не появляется, а сама Андреа или её бывший муж Джесси Васкес даже не упоминаются.
Кроме того, в следующей сцене один из персонажей, учитель Райан Мэттьюз (в исполнении Райана Эгголда) произносит фразу: «Боже, ей что, тридцатник?» — это шутка-отсылка к тому забавному факту, что когда актриса Габриель Картерис начала играть роль школьницы Андреа в первом сезоне, ей было 29.

### Другие появления
В 2010 году Картерис появилась в рекламе винтажных джинсов «Old Navy» вместе с Джейсоном Пристли в роли Андреа и Брендона, соответственно. По сюжету, как и в школьные времена, Андреа влюблена в Брендона.

## Производство

### Кастинг
Чтобы получить роль Андре актриса Габриэль Картерис соврала о своём возрасте.
Во время съёмок четвёртого сезона, актриса — как и её героиня — была беременна, и операторы всячески пытались скрыть это пока по сценарию Андреа тоже не начала готовиться стать матерью. Отснявшись в сериале ещё один сезон, актриса покидает шоу в конце пятого серийного блока, чтобы вести своё собственное ток-шоу «Габриелль», которое не продержалось в эфире и сезона. Позже актриса несколько раз возвращалась в шоу в качестве приглашённой звезды на несколько эпизодов.

### Критика
Персонаж получил положительные отзывы критиков, отмечавших, что Андреа — одна из самых интересных героинь сериала.

### Влияние
Согласно сайту американского сленга «Urban Dictionary», одно из значений термина «Zuckered», что можно перевести просто как «Цукер», относится к человеку, чей социальный и материальный статус отличается от его постоянного окружения и друзей. В основном термин характеризует положение такого человека, как наименее удачного или даже изгоя.
Кроме того, в честь так и не реализовавшихся романтических отношений Андреа и Брендона Уолша был назван «Синдром Брендона Уолша» — это ситуация, когда девушка влюблена в брата своей подруги.
Обозревателем сайта «Feminist Fatale» Андреа — среди Баффи Саммерс, Лизы Симпсон, Рори Гилмор, Розанны и других — названа одной из самых ярких героинь-феминисток на телевидении 1990-х годов. Между тем, сайт Yahoo! назвал героиню «Самой плохо одетой телегероиней 1990-х».